# Marco Antônio da Silva
Marco Antônio da Silva (nacido el 9 de mayo de 1966) es un exfutbolista brasileño que se desempeñaba como centrocampista.
En 1990, Marco Antônio da Silva jugó para la selección de fútbol de Brasil.

## Trayectoria

### Clubes
| Club             | País   | Año         |
| ---------------- | ------ | ----------- |
| Atlético Mineiro | Brasil | 1986 - 1991 |
| Internacional    | Brasil | 1992 - 1993 |
| Cerezo Osaka     | Japón  | 1994 - 1996 |
| Juan Aurich      | Perú   | 1996        |
| América          | Brasil | 1997 - 1998 |

### Selección nacional
| Selección | País   | Año  |
| --------- | ------ | ---- |
| Absoluta  | Brasil | 1990 |

## Estadística de equipo nacional
| Selección de fútbol de Brasil | Selección de fútbol de Brasil | Selección de fútbol de Brasil |
| Año                           | Part.                         | Goles                         |
| ----------------------------- | ----------------------------- | ----------------------------- |
| 1990                          | 1                             | 0                             |
| Total                         | 1                             | 0                             |